# Maura Lopes Cançado
Maura Lopes Cançado (São Gonçalo do Abaeté, 27 de janeiro de 1929 - Rio de Janeiro, 19 de dezembro de 1993) foi uma escritora brasileira

.
Internada diversas vezes para tratar problemas psiquiátricos, foi praticamente esquecida depois de sua morte em 1993.

## Biografia

### Primeiros anos
Maura nasceu em São Gonçalo do Abaeté, a 380 quilômetros de Belo Horizonte, em 27 de janeiro de 1929. Filha de José Lopes Cançado e Affonsina Álvares da Silva, Maura foi a nona entre onze filhos. A família de Maura teve forte influência e destaque na política mineira e nacional, sobressaindo o nome de José Maria Lopes Cançado (primo do pai de Maura), um dos parlamentares participantes da Constituinte de 1946. A mãe de Maura, por sua vez, é descendente de Dona Joaquina de Pompéu, importante personagem da história de Minas Gerais.
Era uma criança de saúde frágil, tanto que sua mãe fez uma promessa de apenas vestir a filha com as cores de Nossa Senhora, azul e branco, para que ela melhorasse. Adorava inventar histórias e era muito criativa. Dizia que era filha de russos e que um de seus tios tinha nascido na China.
Maura descreveu sua infância como "superangustiada", com uma sucessão de crises de pânico, relacionado ao medo de morrer, além de pesadelos e crises epiléticas. Relatou em seu livro mais conhecido, Hospício é Deus, que foi sexualmente abusada por empregados que trabalhavam para a família.
Passou a infância no interior de Minas Gerais, tendo estudado no colégio Sacre-Coeur de Marie e, aos 14 anos, fez parte de um aeroclube, onde conheceu seu marido, um jovem de 18 anos, filho do comandante do batalhão da Polícia Militar da cidade. Casou-se virgem e aos 15 anos teve seu único filho, Cesarion Praxedes, que se tornou escritor e jornalista. Separou-se do marido pouco depois do nascimento do filho. Aos 18 anos, em 1949, internou-se voluntariamente na Casa de Saúde Santa Maria, em Belo Horizonte. Diagnosticada com esquizofrenia, declarou:
| “ | Ninguém entendeu esta internação a não ser eu mesma: necessitava desesperadamente de amor e proteção… o sanatório parecia-me romântico e belo. Havia um certo mistério que me atraía. | ” |

Já separada do marido, tinha vida boêmia, bebia muito e frequentava a noite de BH, vivendo da herança da família. A internação em Belo Horizonte seria a primeira de muitas.

### Rio de Janeiro
Aos 22 anos, chegou na cidade do Rio de Janeiro, querendo ser escritora. Mandou contos e crônicas para escritores e jornalistas, começando a publicá-los pelo Jornal do Brasil e no Correio da Manhã. Parou várias vezes nas páginas policiais devido às brigas com seu empresário, tendo tentado o suicídio em 1955. Em 1958 escrevia no maior caderno de cultura da época, muito influente, e que reunia alguns dos escritores e jornalistas mais ilustres, como Reynaldo Jardim, Mário Faustino, Ferreira Gullar, Assis Brasil, Carlos Heitor Cony e José Carlos Oliveira. Seu conto “No Quadrado de Joana”, sobre uma paciente catatônica, saiu na capa do suplemento – e causou furor entre os leitores.
Durante a década de 1960, publicou seus dois únicos livros O Hospício É Deus (1965), primeira parte do diário que relatava o seu período de internação no Hospital do Engenho de Dentro, e O Sofredor do Ver (1968), coletânea de contos reeditada em 2012 pela Confraria dos Bibliófilos.
Conforme aponta Maria Luisa Scaramella, a obra de Maura Lopes Cançado “traz consigo a marca indelével da loucura”. Isso se deve à preferência de Maura pelas técnicas narrativas características ao gênero da autoficção, além do tom confessional dado ao texto, o qual se assemelha ao diário. De acordo com a jornalista Daniela Lima, a escrita de Maura teve importante papel para a reforma psiquiátrica, ainda que a obra dela tenha caído no ostracismo com o passar do tempo.
Maura passaria por diversos hospitais psiquiátricos durante a década todos eles lhe renderam experiências que influenciariam sua escrita. Mesmo internada, a escritora enviava sistematicamente contos para publicação em periódicos como o Jornal do Brasil. Até que em 1972, Maura estrangulou e matou uma paciente na Clínica de Saúde Doutor Eiras, em Botafogo e foi acusada de homicídio. A justiça carioca, porém, a considerou inimputável do crime e a internou no Hospital Penal da Penitenciária Lemos de Brito, em um cubículo sujo e infestado de percevejos. Maltratada, quase cega e desnutrida, Maura exigiria cuidados psiquiátricos para o resto da vida.

## Últimos anos e morte
Depois de seis anos de reclusão no hospital psiquiátrico, Maura foi solta em 1980. Passou por várias outras clínicas nos 13 anos seguintes. Maura morreu em 19 de dezembro de 1993, no Rio de Janeiro, depois de um infarto. Não escrevia mais nesta época.

## Obras
- Hospício é Deus: Diário I (romance autobiográfico, escrito em 1959 e publicado em 1965)[8]
- O Sofredor do Ver (contos, 1968)